# Barnes Ice Cap
Barnes Ice Cap är en glaciär i Kanada.   Den ligger i territoriet Nunavut, i den nordöstra delen av landet, 2 700 km norr om huvudstaden Ottawa. Barnes Ice Cap ligger 1 098 meter över havet.
Terrängen runt Barnes Ice Cap är platt. Trakten runt Barnes Ice Cap är nära nog obefolkad, med mindre än två invånare per kvadratkilometer.. Det finns inga samhällen i närheten.
Trakten runt Barnes Ice Cap är permanent täckt av is och snö.